# Джоди Елън Малпас
Джоди Елън Малпас (на английски: Jodi Ellen Malpas) е английска писателка на бестселъри в жанра еротичен любовен роман.

## Биография и творчество
Джоди Елън Малпас е родена на 15 април 1980 г. в Нортхамптън, Нортхамптъншър, Англия.
Работи за строителната компания на баща си. Пише тайно преследвайки мечтата си да бъде писателка, влагайки в произведенията фантазиите си за алфа-мъжете и любовта.
Първият ѝ еротичен любовен роман „Този мъж“ от едноименната поредица е публикуван през 2012 г. Първоначално е издаден самостоятелно като електронна книга, защото е отхвърлен от издателствата. Главната героиня Ава О‘Ший е млада интериорна дизайнерка, която отива на интервю при собственика на имение Джеси Уорд, красив, чаровен и самоуверен плейбой без задръжки. Книга става много популярна сред читателките и е бестселър №1 на „Ню Йорк Таймс“ и „Сънди Таймс“. След успеха на романа тя напуска работата си и се посвещава на писателската си кариера.
Следващите части на поредицата „Под този мъж“ и „До този мъж“ също стават бестселъри.
Първият ѝ самостоятелен роман „The Protector“ (Защитникът) е издаден през 2016 г.
Джоди Елън Малпас живее със семейството си в Нортхамптън.

## Произведения

### Самостоятелни романи
- The Protector (2016)
- The Forbidden (2017)

### Серия „Този мъж“ (This Man)
1. This Man (2013)
Този мъж, изд.: „Егмонт“, София (2015), прев. Ирина Ценкова
2. Beneath This Man (2013)
Под този мъж, изд.: „Егмонт“, София (2016), прев. Ирина Ценкова
3. This Man Confessed (2013)
До този мъж, изд.: „Егмонт“, София (2016), прев. Ирина Ценкова

- All I Am (2017)

### Серия „Една нощ“ (One Night)
1. Promised (2014)
2. Denied (2014)
3. Unveiled (2015)